# Legión del Cáucaso de la Montaña
La Legión del Cáucaso del Norte (en alemán: Legion Nordkaukasien) y la Legión del Cáucaso de la Montaña (en alemán: Bergkaukasien Legion) se crearon de acuerdo con la orden del 19 de febrero de 1942. Inicialmente, sus soldados, reclutados en los campos de prisioneros de guerra, desertores, y en parte de los representantes de la emigración se incluyeron en la Legión Musulmana Caucásica (en alemán: Kaukasisch-Mohammedanische Legion). El 2 de agosto de 1942, de acuerdo con la orden del 19 de febrero de 1942, todos los combatientes de origen musulmán del Cáucaso del Norte y de las Montañas del Cáucaso (tanto musulmanes como cristianos) fueron separados de la Legión Musulmana Caucásica en legiones separadas del Cáucaso del Norte/Montañas del Cáucaso. Estas legiones estaban formadas por abjasios, circasianos, cabardinos, balkararios, karacháis, chechenos, inguses y daguestanos. Más tarde aparecieron los kurdos, los talyshi y los osetios del norte. Según el investigador Traho R. "El número total de voluntarios del norte del Cáucaso desde el comienzo de la guerra contra la URSS y hasta 1945 ascendió a 28-30 mil personas". Formalmente, ambas legiones eran las Fuerzas Armadas del llamado Comité Nacional del Cáucaso del Norte.